# Erik Jones (Rennfahrer)
Erik Jones (* 30. Mai 1996 in Byron, Michigan) ist ein US-amerikanischer Automobilrennfahrer, der einen Toyota Camry mit der Startnummer 20 für Joe Gibbs Racing in der Monster Energy NASCAR Cup Series fährt.
Jones ist der Meister der Camping World Truck Series 2015 und der Rookie of the Year der Xfinity Series 2016.

## Karriere

### Anfänge und Short Track Racing

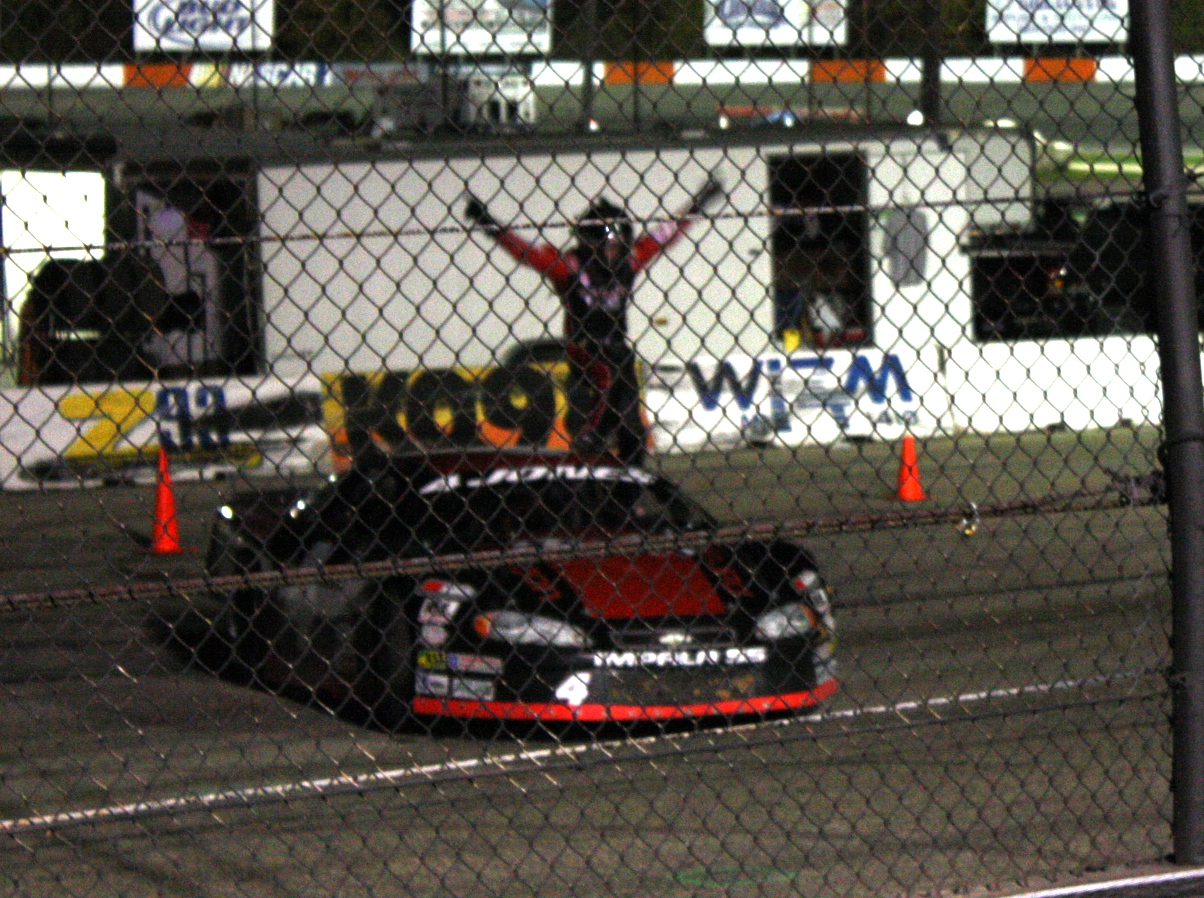
Erik Jones 2010

Bereits mit 7 Jahren fing Jones an, Quarter-Midget Rennen zu bestreiten, mit 13 Jahren begann er Stock Cars zu fahren.
Schon früh konnte er durch Erfolge auf sich aufmerksam machen. Schon mit 15 Jahren startete er 2012 in der ARCA Racing Series, er war damit der jüngste Fahrer in der Geschichte des Sportes. Aufgrund seines Alters durfte er allerdings nur auf Strecken fahren, die nicht länger als eine Meile waren, in zehn Starts erreichte er vier Top-5-Ergebnisse. Besondere Aufmerksamkeit erregte er am Ende des Jahres, als er den Cup Series-Piloten Kyle Busch besiegte, um das prestigeträchtige Snowball Derby auf dem Five Flags Speedway zu gewinnen.

### NASCAR

#### Camping World Truck Series

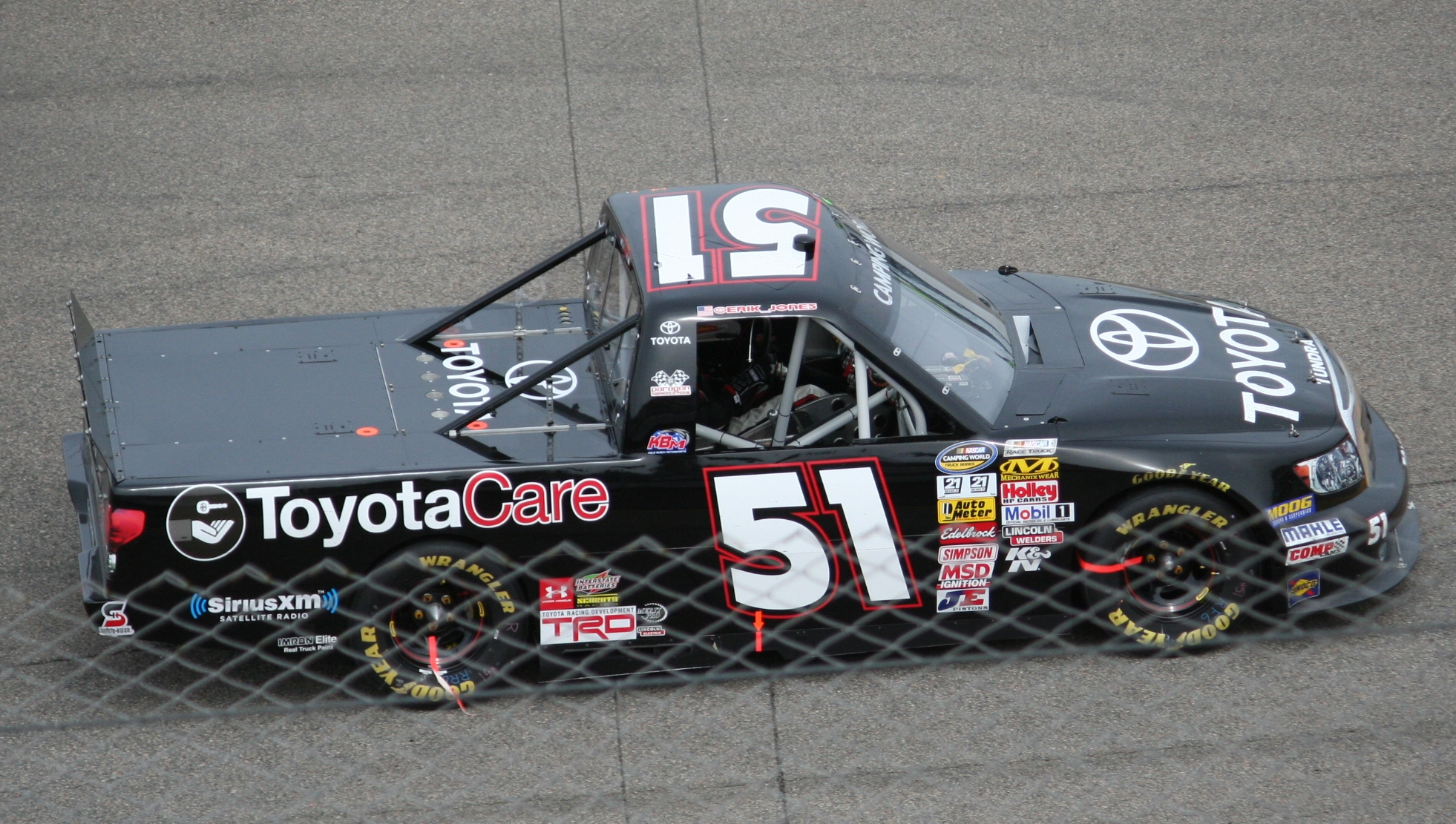
Erik Jones: Truck auf dem Rockingham Speedway 2013

Im März 2013 kündigte Kyle Busch Motorsports an, dass Jones fünf Rennen in der Camping World Truck Series bestreiten wird. Er beendete alle dieser Rennen unter den ersten Zehn.
Seinen ersten Sieg feierte er auf dem Phoenix International Raceway, mit 17 Jahren, fünf Monaten und neun Tagen war er der jüngste Sieger eines Rennens der drei NASCAR-Topligen. Dieser Rekord wurde 2014 von Cole Custer unterboten.
in der Saison 2014 startete Jones in allen ihm erlaubten Rennen, erst nach seinem 18. Geburtstag durfte er auch auf größeren Strecken fahren. Er gewann in diesem Jahr Rennen in Iowa, Las Vegas und Phoenix.
2015 nahm er an allen Rennen teil, nach seinen Siegen auf dem Iowa Speedway und dem Canadian Tire Motorsport Park übernahm er erstmals die Meisterschaftsführung. Seinen dritten Sieg der Saison erreichte Jones auf dem Texas Motor Speedway. Dabei setzte er sich gegenüber dem amtierenden Champion Matt Crafton und Tyler Reddick durch und gewann die Meisterschaft. Damit ist er der jüngste NASCAR-Champion in der Truck-Serie und brach den Rekord von Austin Dillon.

#### Xfinity Series

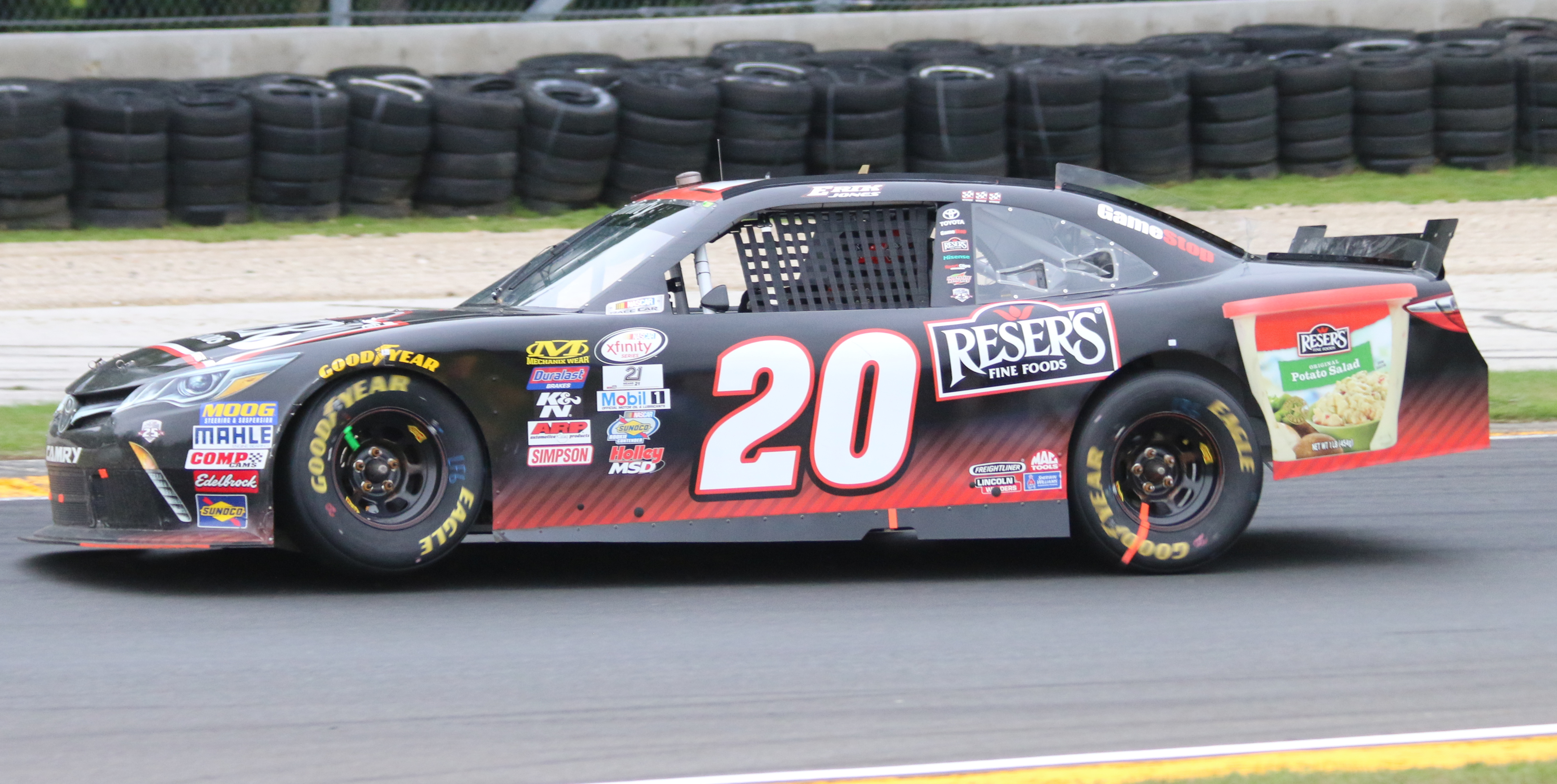
Erik Jones: Xfinity Series car auf Road America 2016

Neben den Rennen in der Truck Series für Kyle Busch Motorsports bestritt Jones 2014 auch drei Rennen in der Xfinity Series für Joe Gibbs Racing, welche er alle in den Top 10 beendete.
Sein erstes Xfinity Series Rennen gewann er im April 2015 auf dem Texas Motor Speedway, auch gelang ihm in diesem Jahr ein sogenannter „Weekend-Swap“, in dem er das Rennen der Truck Series in Iowa und das der Xfinity Series in Chicagoland am selben Wochenende gewann.
In der Saison 2016 startet er Vollzeit in der Nr. 20 für Joe Gibbs Racing, ihm gelangem vier Siege, wodurch er sich den ersten Platz im Chase sicherte. Er erreichte die letzte Runde im Chase, dort wurde er jedoch spät im Rennen bei einem Restart aufgehalten, durch seinen daraus resultierenden neunten Platz im Rennen erreichte er nur den vierten Platz in der Gesamtwertung. Jones wurde in dieser Saison mit dem Rookie of the Year Award ausgezeichnet.

#### Monster Energy NASCAR Cup Series
Jones gab sein inoffizielles Sprint-Cup-Debüt im April 2015, als er den unter Nackenkrämpfen leidenden Denny Hamlin in Bristol ersetzte. Nachdem er das Auto von Hamlin übernommen hatte, kämpfte er sich noch von Platz 37 auf Platz 26 nach vorne, dieses Ergebnis wurde jedoch dem Startfahrer, also Hamlin, zugesprochen.
Sein offizielles Debüt gab er später im selben Jahr, als er den verletzten Kyle Busch in Kansas ersetzte. Er startete als zwölfter, führte das Rennen kurzzeitig an, hatte dann jedoch auf Platz 4 liegend einen Unfall und wurde nur Vierzigster.
Im November ersetzte er Matt Kenseth, der aufgrund eines Unfalles mit Joey Logano in Martinsville für zwei Rennen suspendiert wurde. Nach einem späten Reifenplatzer erreichte er einen zwölften Platz in Texas, das Rennen in Phoenix beendete er auf dem neunzehnten Rang.
Im August 2016 wurde angekündigt, dass Jones in der Saison 2017 einen Toyota Camry mit der Nummer 77 für Furniture Row Racing fahren wird.
Am 11. Juli 2017 wurde sein Wechsel zu Joe Gibbs Racing bekanntgegeben, wo er Matt Kenseth in der Nummer 20 ersetzt. Im Folgejahr gelang Jones sein erster Sieg.